# A Lazarus-hatás
A Lazarus-hatás (eredeti cím: The Lazarus Effect) 2015-ös amerikai természetfeletti sci-fi-horrorfilm, melyet David Gelb rendezett, valamint Luke Dawson és Jeremy Slater írt. A főszerepben Mark Duplass, Olivia Wilde, Donald Glover, Evan Peters és Sarah Bolger látható. A filmet az Amerikai Egyesült Államokban 2015. február 27-én mutatták be, Magyarországon másfél hónappal később szinkronizálva, április 9-én a Big Bang Media forgalmazásában.
A film kritikai szempontból negatív visszajelzéseket kapott az értékelőktől. A Metacritic oldalán a film értékelése 31% a 100-ból, ami 29 véleményen alapul. A Rotten Tomatoeson A Lazarus-hatás 15%-os minősítést kapott, 94 értékelés alapján. A film bevételi szempontból viszont jól teljesített, ugyanis a 3,3 millió dolláros költségvetését túl tudta szárnyalni, és több mint 38,3 millió dollárral zárt. A film Észak-Amerikában az első nyitóhétvégén 10 203 437 dollárral zárt a Focus – A látszat csal, a Kingsman: A titkos szolgálat, a Spongyabob – Ki a vízből! és A szürke ötven árnyalata mögött. 

## Cselekménye
|  | Alább a cselekmény részletei következnek! |

Frank (Mark Duplass) és a menyasszonya, Zoe (Olivia Wilde) kutatóorvosok, akik kifejlesztettek egy új szérumot, melynek kódneve: „Lazarus”. Céljuk, hogy segítsék a kómába esett betegeket, de valójában arra kíváncsiak, hogy képesek-e életre kelteni halottakat.
Az asszisztenseik és egyben a barátaik, Niko (Donald Glover), Clay (Evan Peters) és a videófelvételeket készítő Eva (Sarah Bolger) segítségével, sikeresen életre keltenek egy nemrég elhunyt kutyát. Azonban észreveszik, hogy az másképp viselkedik, mint amikor még élt; a szürkehályog eltűnt a szeméről, nem kívánja az ennivalót, és furcsa képességeket mutat. A vizsgálatok azt mutatják, hogy a szérum nem tűnik el nyomtalanul, hanem furcsa új szinapszisokat hoz létre a kutya agyában.
Amikor az egyetemük dékánja tudomást szerez a föld alatt folytatott kísérleteikről, a projektjüket abba kell hagyniuk. Arról is tájékoztatják őket, hogy egy nagy gyógyszeripari vállalat megvásárolta a kutatásukat finanszírozó vállalatot. A cég és annak ügyvédei elkobozzák a projekthez kapcsolódó minden anyagukat.
Frank és a csapat átsétál a laborba, hogy megismételhessék a kísérletet, amivel bizonyítani tudják a többiek számára, hogy a szérumot létrehozták. A kísérlet során a dolgok szörnyen sülnek el, ugyanis Zoe halálos áramütést szenved. Frank nem hajlandó ott hagyni őt, ezért használja rajta a szérumot, hogy feltámassza. Kezdetben az eljárás sikeresnek tűnik, de a csapat hamar rájön, hogy valami nincs rendben Zoéval. A nő azt állítja, hogy amikor meghalt, végig egy pokoli helyet látott, amely egy gyerekkorából származó rémálom volt: a lakásában lévő tüzet és annak csapdájába esett áldozatait látta. Szokatlan pszichikai képességeket is mutat. A Lazarus-szérum az agyat hihetetlenül gyorsan fejleszti, így Zoe olyan emberfeletti képességekhez jut, mint a telekinézis és a telepátia.
A szérum fokozott agressziót és végül elmebajt okoz. Niko belép egy szobába és hirtelen ott terem a háta mögött Zoe. Miután elutasítja, hogy megcsókolja, a nő telekinézist használva bedobja őt egy szekrénybe, és összenyomja, ezzel megölve őt. Az újonnan szerzett képességeivel átveszi a hatalmat az egész laboratórium felett. Amikor Clay agresszíven ráordít, hogy tudja, hol van Niko, őt is megöli, egy elektromos-cigarettát berepítve a torkába, amitől megfullad. Később Zoe megöli Franket is, miután ő megpróbálja megöli egy mérgező injekcióval. Zoe a Lazarus-szérum teljes adagját befecskendezi magába, amely még erősebbé teszi a képességeit.
Eva, aki még életben van, próbálja megtalálni Zoét, hogy megölje a méreginjekcióval, de Zoe rátalál, és átküldi őt a rémálmában látott pokolba, amiről kiderül, hogy Zoe amiatt kerül majd halálakor ebbe a pokolba, mert ő az, aki a tüzet okozta. Eva el tud menekülni, és képes beadni Zoénak a méreginjekciót, ám ezt csak képzeli és a valóságban nem történik meg, valójában Eva is meghal. Ezt követően Franket visszahozza a halálból a saját vérével (amely a Lazarus-szérummal van telítve).
|  | Itt a vége a cselekmény részletezésének! |

## Szereplők
| Szerep        | Színész       | Magyar hang   |
| ------------- | ------------- | ------------- |
| Frank Walton  | Mark Duplass  | Lux Ádám      |
| Zoe McConnell | Olivia Wilde  | Kéri Kitty    |
| Clay          | Evan Peters   | Czető Roland  |
| Niko          | Donald Glover | Előd Álmos    |
| Eva           | Sarah Bolger  | Kelemen Kata  |
| Mr. Wallace   | Ray Wise      | Szersén Gyula |
| Dalley elnök  | Amy Aquino    | Andresz Kati  |